# Piz Boval
Der Piz Boval ([ˌpitsboˈval]ⓘ) ist ein 3353 m ü. M. hoher Gipfel im Schweizer Kanton Graubünden südlich von Pontresina. Boval leitet sich vom Wort buov ab, das im rätoromanischen Idiom Puter ‚Ochse‘ bedeutet. Zu rätolat. steht bovale für ‚Rinder-, Ochsenweide‘.

## Lage und Umgebung
Der Piz Boval gehört zur Berninagruppe, einer Untergruppe der zentralen Ostalpen. Über dem Gipfel verläuft die Gemeindegrenze zwischen Pontresina und Samedan. Der Piz Boval wird im Osten durch das Val Morteratsch und im Westen durch das Val Roseg eingefasst. Südwestlich erhebt sich der Ostgrat des Piz Tschierva mit der Fuorcla da Tschierva. Auf der von Norden nach Süden verlaufenden Crasta da Boval liegen die Fuorcla Misaun und die Fuorcla da Boval. Der Ostgrat führt zum Corn da Boval.
Der Gipfel wird von mehreren Gletschern umgeben. Die Westflanke wird vom Vadret da Misaun und dem Vadret da Tschierva eingefasst, im Norden, Osten und Südosten befinden sich die Überbleibsel vom Vadret Boval Dadour, dem Vadret Boval d'Mez und dem Vadret Boval Dadains. Im Osten dominiert der Blick auf den Vadret da Morteratsch und den Vadret Pers.
Zu den Nachbargipfeln gehören im Norden der Piz Misaun, der Piz Mandra und der Piz Chalchagn, im Südwesten der Piz Tschierva und im Süden der Piz Morteratsch, der Piz Prievlus, der Piz Bianco und der Piz Bernina.
Der am weitesten entfernte sichtbare Punkt vom Piz Boval befindet sich 157 km in westlicher Blickrichtung auf dem Nordgrat des Bietschhorns im Kanton Wallis.
Talort ist Pontresina, häufige Ausgangspunkte sind Morteratsch, die Bovalhütte oder die Tschiervahütte.

## Routen zum Gipfel

### Sommerrouten

#### Über den Ostgrat
- Ausgangspunkt: Bovalhütte (2494 m ü. M.) oder Morteratsch (1896 m ü. M.)
- Via: Scharte zwischen Corn Boval und Piz Boval, ca. (3040 m ü. M.)
- Schwierigkeit: WS
- Zeitaufwand: 3 Stunden von der Bovalhütte, 5½ Stunden von Morteratsch
- Anmerkung: Via Fuorcla da Boval (3346 m ü. M.) ist der Anstieg länger und aufgrund einiger Gratabsätze schwieriger

#### Über die Crasta da Boval
- Ausgangspunkt: Tschiervahütte (2584 m ü. M.)
- Via: Fuorcla da Tschierva (3345 m ü. M.), Südgipfel (3401 m ü. M.)
- Schwierigkeit: WS
- Zeitaufwand: 3½ Stunden
- Alternativen bis zur Fuorcla da Tschierva:

1. ab Pontresina (1805 m ü. M.) (+3 Stunden)
2. ab Hotel Roseg (+1½ Stunden)

- Anmerkung: Via Fuorcla da Boval (3346 m ü. M.) ist der Anstieg länger und aufgrund einiger Gratabsätze schwieriger

## Galerie

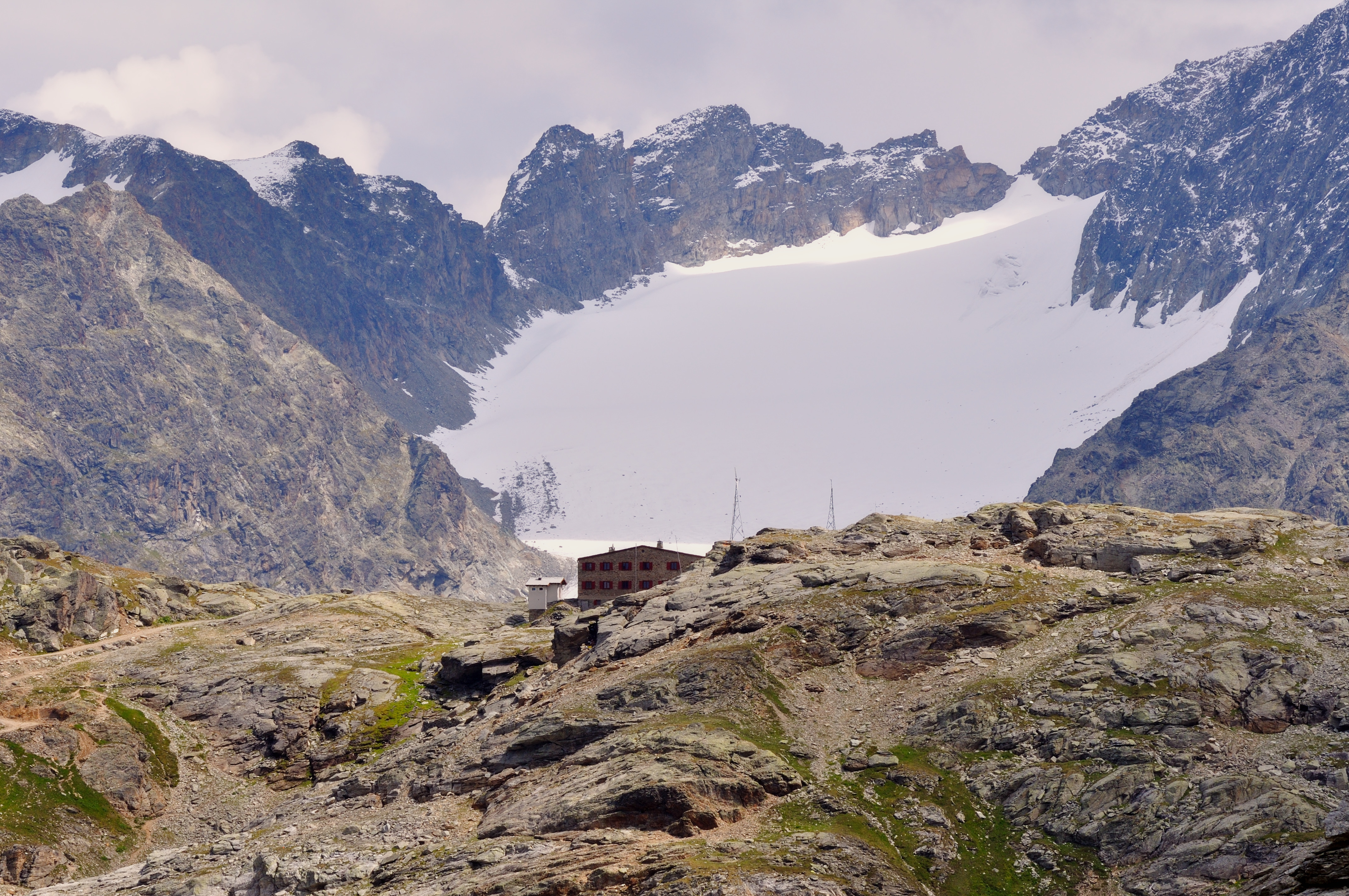
Blick von Murtèl (Skigebiet Corvatsch-Furtschellas) zum Piz Boval, im Vordergrund die Fuorcla Surlej und der Vadret da Misaun
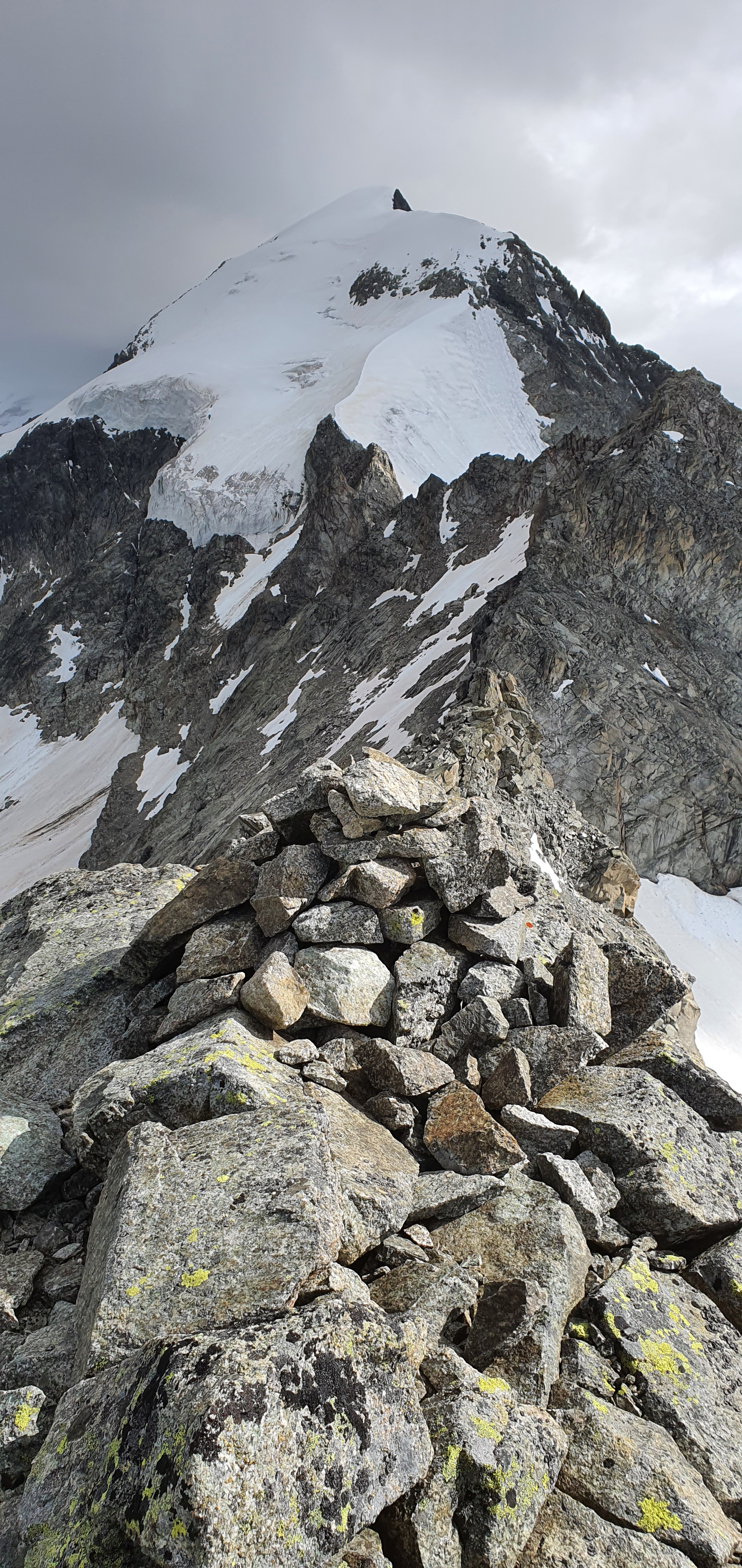
Blick nach Süden Richtung Fuorcla da Boval und dem Piz Morteratsch
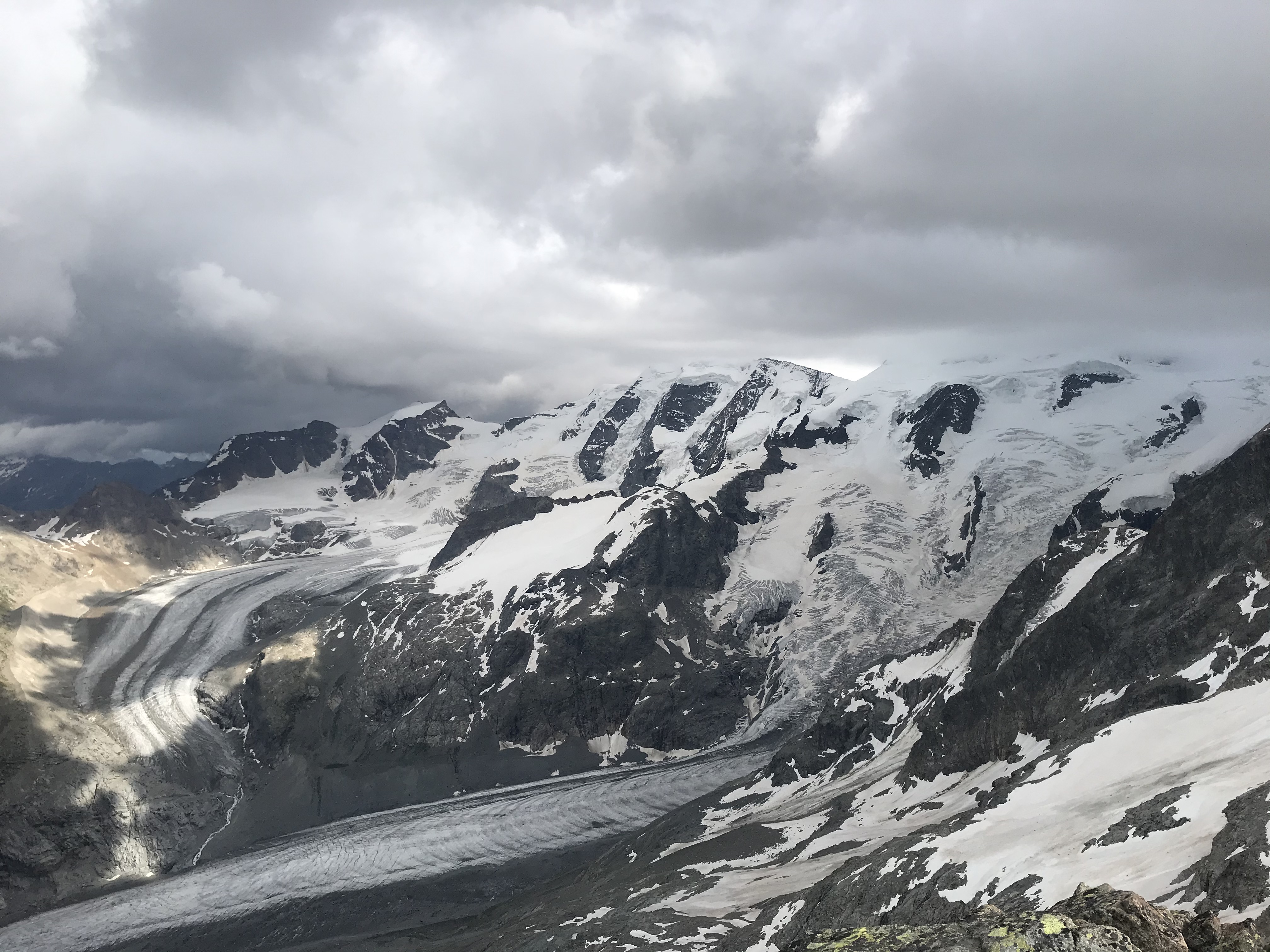
Blick zu Vadret da Morteratsch und Vadret Pers
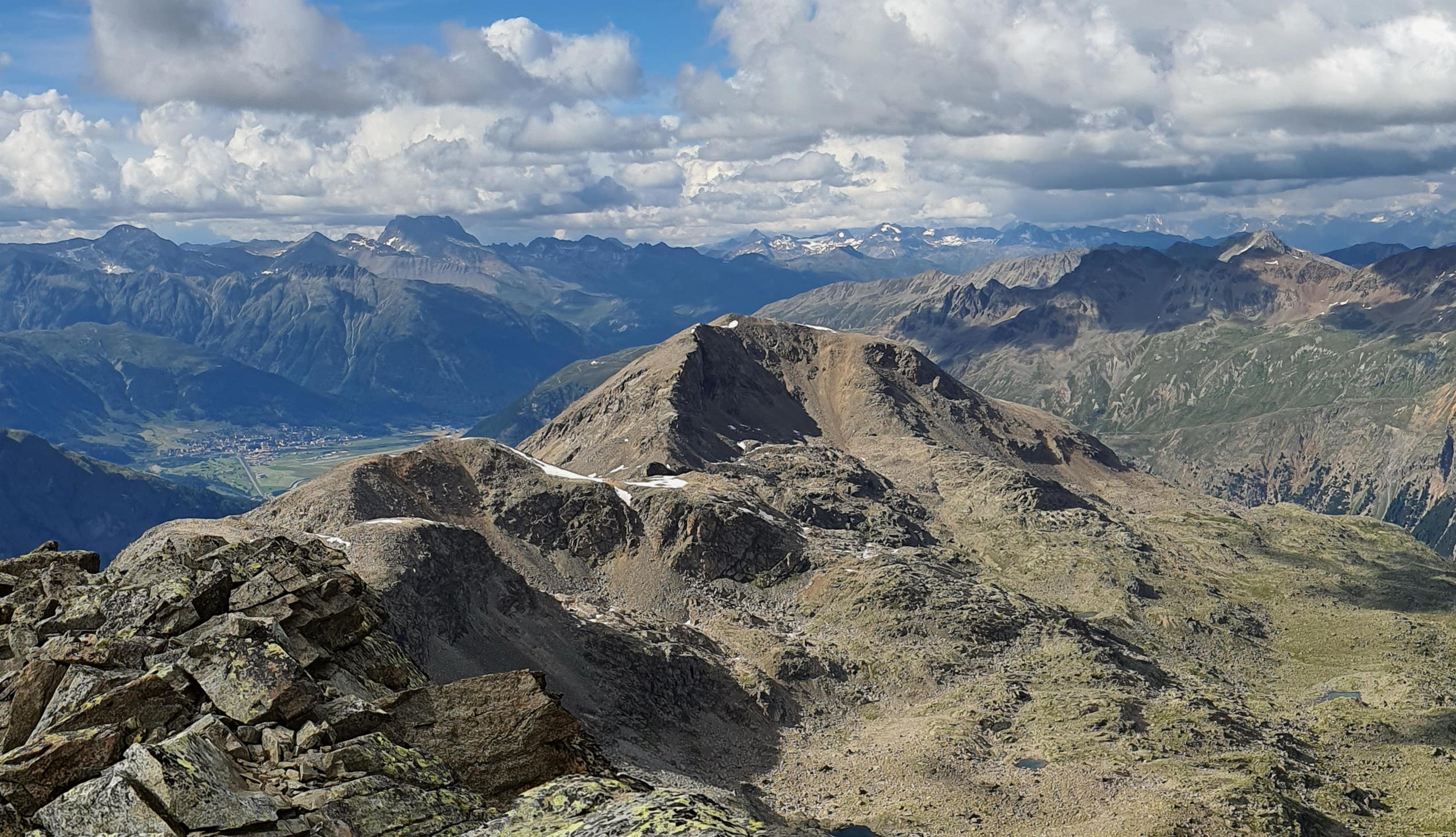
Blick zu Piz Chalchagn und Piz Mandra
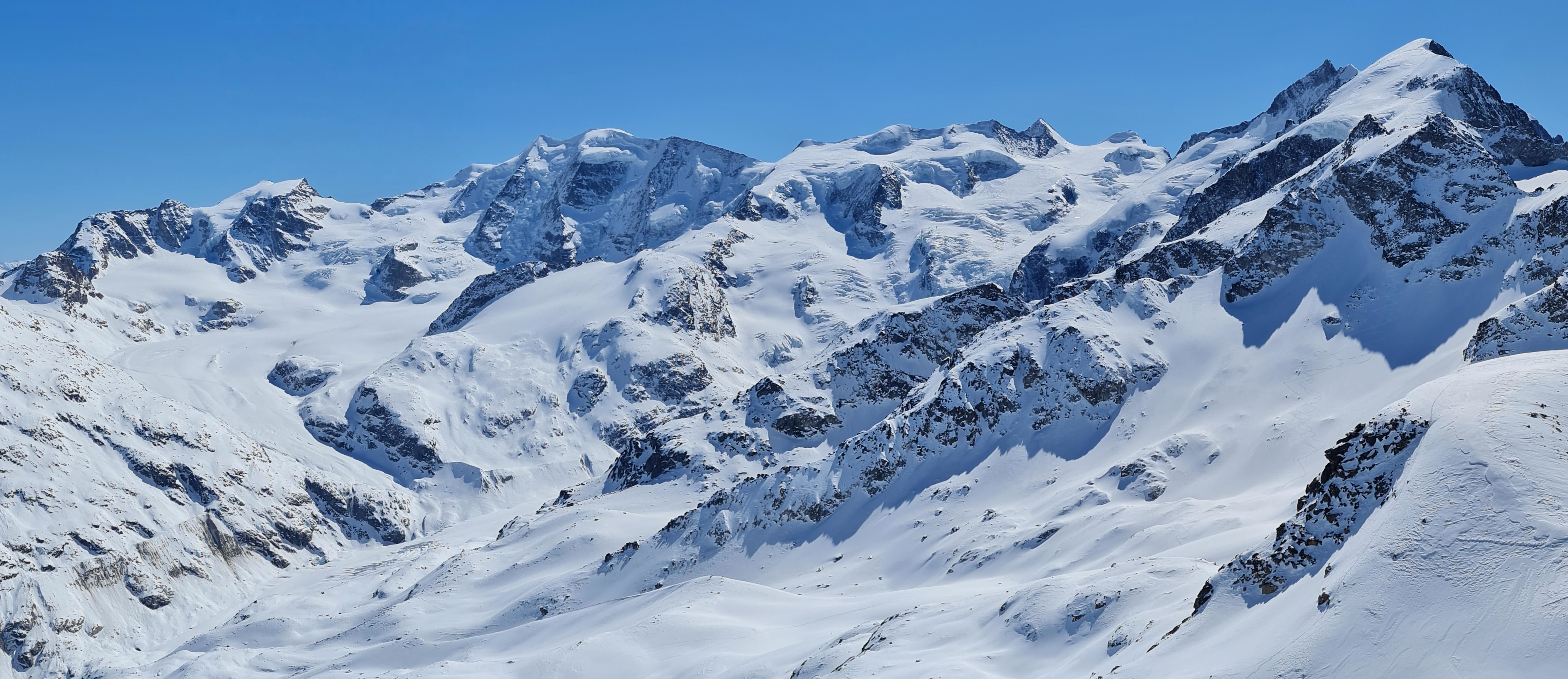
Berninagruppe mit Vadret Pers, Vadret da Morteratsch, Vadret da la Fortezza, Piz Cambrena, Piz Trovat, Piz d'Arlas, Isla Persa, Piz Palü, Piz Spinas, Fortezza, Bellavista, Piz Zupò, Piz Argient, Crast’ Agüzza, Piz Bernina, Piz Alv/Pizzo Bianco, Biancograt, Piz Boval, Piz Morteratsch, Piz Prievlus, Sass dal Pos, Corn Boval und Rifugi dals Chamuotschs, aufgenommen vom Piz Mandra